# كلوستريديوم مايومبي
كلوستريديوم مايومبي (نسبة إلى غابة مايومب في جمهورية الكونغو الشعبية التي تعد موطن النمل الأبيض من نوع Cubitermes speciosus والتي تم عزل البكتيريا من أمعائها) هو نوع من البكتيريا من فصيلة كلوستريدياسيا.